# Армянские топонимы в Азербайджане
Армянские топонимы в Азербайджане — армянские топонимы, имевшие распространение на территории нынешней Азербайджанской Республики.

## Возникновение армянских топонимов в Азербайджане

### Арменизация правобережья Куры
Как указывает Р. Хьюсен, автохтонным населением правобережья Куры были племена преимущественно неиндоевропейского происхождения, а в период длительного владычества Мидии и Ахеменидской империи в регионе поселились и ираноязычные племена. Энциклопедия Ираника на основе данных античных авторов утверждает, что миграции армян до берегов реки Куры имели место ещё в VII веке до н. э.
Современные армянские историки, ссылаясь на древнеармянского историка Мовсеса Хоренаци, сообщавшего, что область Утик составляла часть Армянского царства Ервандидов в конце правления Ерванда IV (ок. 200 г. до н. э.), датируют начало арменизации Карабаха IV веком до н. э. Возможность существования этой точки зрения допускал Р. Хьюсен, отмечая, что данные территории, вероятно, входили в состав Ервандидской Армении. В более ранней работе Р. Хьюсен датировал частичную арменизацию автохтонного населения Арцаха и Утика периодом вхождения этих регионов в Великую Армению после завоевания их во II в. до н. э. армянским царём Арташесом I. По его мнению, нет оснований полагать, что правобережье Куры, завоёванное Арташесом, на тот момент являлось армянским, а ссылаться на Хоренаци по вопросам древней истории следует с большой осторожностью. Французский историк-кавказовед Жан-Пьер Маэ называет IV век до н. э. датой начала арменизации правобережья Куры.
Русский востоковед В. Ф. Минорский характеризовал территории к югу от Куры как занятые племенами кавказско-албанского происхождения, но захваченные армянами и арменизированные. Советские востоковеды (С. Т. Еремян, К. В. Тревер, А. П. Новосельцев) придерживались более поздней датировки процесса арменизации изначально населённого кавказоязычными племенами правобережья Куры, датируя его IV—IX веками н. э..

### Армянские топонимы в Карабахе в XVIII—XIX вв.
На Южном Кавказе армянский язык имел давнюю письменную традицию, персидский язык к XVIII веку был основным литературным и официальным языком в населённых тюрками мусульманских регионах, в то время как азербайджанский тюркский язык оставался разговорным языком в мусульманских провинциях. Благодаря такой языковой сложности появилиось параллельное существование нескольких пересекающихся топонимических систем. Одним из таких регионов с двойной топонимической системой было бывшее Карабахское ханство, где армянское население компактно расселилось в высокогорье и проживало бок о бок с тюрками, которые вели кочевой образ жизни преимущественно в равнинной части. После присоединения же ханства к Российской империи российская бюрократия в ситуации, когда армянская и тюркская топонимические системы пересекались и сосуществовали, отдала явное предпочтение тюркским топонимам. По мнению историка Арсения Сапарова, статус легитимности азербайджанскому тюркскому топонимическому ландшафту в Нагорном Карабахе во время прихода к власти российской администрации обеспечила именно налоговая система Карабахского ханства, управлявщаяся этническими тюрками.
Вероятно, именно в этот момент тюркский топонимический ландшафт, уже использовавшийся в финансовых отчётах, был воспринят в качестве законной топонимической системы российской администрацией, которая опиралась на административные и налоговые отчеты бывшего хана. Армянскому топонимическому ландшафту не хватало такой легитимности, поскольку он в основном ограничивался в своей письменной форме церковной сферой, а армяноязычные произведения не смогли проникнуть в легитимный ландшафт, который закреплялся российскими властями. Дальнейшая институализация тюркского топонимического ландшафта произошла в конце 1840-х годов с появлением подробных русских военных карт региона. Эти карты стали ещё одним инструментальным элементом создания законного топонимического ландшафта императорской властью. В некоторых случаях на русских картах для одного и того же топографического объекта были показаны два топонима, как армянские, так и тюркские.
Армянская топонимическая система в Карабахе не исчезла, оставаясь, однако, в употреблении в устной традиции и в армяноязычных изданиях. Ситуация с параллельным существованием тюркских и армянских топонимов продолжала существовать на протяжении всего царского периода.

### Армянские топонимы в Нагорном Карабахе в XX веке

#### Появление новых армянских топонимов
После распада Российской империи Карабах стал ареной ожесточенного противостояния между независимыми Армянской и Азербайджанской республиками. Накануне большевистского переворота регион с армянским большинством контролировался Азербайджаном. Большевики решили вопрос, сохранив существующий статус-кво и предоставив автономию нагорной части Карабаха в качестве утешения армянскому населению. С образованием же в 1923 году НКАО в составе Азербайджанской ССР у местных армянских властей появился институциональный потенциал для проведения политики топонимирования. Одним из первых переименований подобного рода в Карабахе стало переименование небольшого селения Ханкенди в город Степанакерт, в честь руководителя Бакинской коммуны Степана Шаумяна, который был армянином. Топоним Ханкенди означал «село, принадлежащее хану», то есть классу зажиточных землевладельцев и поэтому был неприемлем для нового советского режима. В то же время он имел тюркское окончание -кенд — «село». Новое же название воплотило в себе две традиции: новую советскую иконографию поминовения большевистского мученика и армянскую традицию с добавлением окончания -керт — «город». Тогда как название Ханкенди олицетворяло старый порядок, смещённый большевистской революцией. Таким образом, это переименование являлось как заменой тюркской традиции армянской, так и заменой буржуазной традиции социалистической.
Ещё одно подобное переименование произошло в 1925 году, когда село Хонашен, также кратко известное как Николаевка, было переименовано в Мартуни в честь партийного прозвища армянского большевика Александра Мясникова, погибшего в авиакатастрофе ранее в том же году. Здесь также символика нового порядка заменила старую (особенно если учесть, что название Николаевка отсылало к свергнутому царю), но в то же время сохраняло местные особенности, увековечивая память армянского большевика.

#### Вытеснение тюркских топонимов армянскими
В 1925 году в Баку была издана небольшая брошюра (Кочарян Г. А. Нагорный Карабах. — Баку: Общество Обследования и Изучения Азербайджана, 1925), посвящённая экономическому развитию новосозданной НКАО. Приложением к брошюре был список топонимов Карабаха. В списке было довольно большое количество «двойных» топонимов: 79 из 215 географических названий имели альтернативное название, и во всех случаях, кроме одного, альтернативное название не являлось вариантом основного, а представляло собой совершенно другое название. В большом количестве случаев эти двойные топонимы принадлежали двум разным языкам: армянскому и азербайджанскому. Подобное представление топонимов в двойном виде поднимало армянский топонимический ландшафт, который ранее ограничивался устной традицией и публикациями на армянском языке, до уровня официального ландшафта, внося его в географические справочники, официальные записи и, в конечном итоге, на карты. По словам Арсения Сапарова, такое весьма драматическое изменение могло произойти только в контексте радикальных перемен, вызванных большевистской революцией.
В официальном справочнике 1933 года (Административное деление АССР — Баку: Издание АзУНХУ, 1933) было указано 223 топонима НКАО. Здесь однако уже не было двойных названий. Большое количество армянских топонимов из списка двойных имен 1925 года попали в список 1933 года, вытеснив тем самым тюркские топонимы. Таким образом, армянский топонимический ландшафт во многом успешно вернулся, вступив в официальные справочники и при этом частично вытесняя и, следовательно, делигитимизируя ландшафт тюркской топонимической системы. Эти топонимы позже снова появлялись в последующих официальных справочниках, опубликованных в 1960-х годах.

## Переименование армянских топонимов в тюркские в XX—XXI вв.
26 ноября 1991 года президент Азербайджана Аяз Муталибов своим указом упразднил Нагорно-Карабахскую автономную область, изменил систему районов и переименовал часть городов и райцентров в этой части страны, возвратив в частности Степанакерту его первоначальное название в форме Ханкенди, переименовав Мардакерт в Агдере, а Мартуни — в Ходжавенд.
В Азербайджане существует упорная политика отрицания присутствия армян и их культурного наследия на его территории и на Кавказе в целом, которая была институционализирована после вступления Ильхама Алиева в должность президента. Топонимы играют значительную роль в этой стратегии отрицания армянского присутствия на Кавказе.

## Список переименованных армянских топонимов
Вараракн (арм.) → Ханкенди/Ханкенды (до 1923 года, тюрк.) → Степанакерт (арм.) → Ханкенди (тюрк.)

Хонашен (арм.) → Мартуни́ (арм.) → Ходжавенд (тюрк.)

Мардаке́рт (арм.) → Агдере (тюрк., до Мардакерта — Агдара)